# 1. HOL 1991./92.
Prva hrvatska odbojkaška liga za 1991./92. je predstavljala prvu sezonu najvišeg ranga odbojkaškog prvenstva Hrvatske. 
Sudjelovalo je dvanaest klubova, a prvak je bila Mladost iz Zagreba.

## Konačni poredak
1. Mladost, Zagreb
2. Željezničar, Osijek
3. Rijeka - Primorje, Rijeka
4. Akademičar, Zagreb
5. Novi Zagreb, Zagreb
6. Rovinj, Rovinj
7. Opatija, Opatija
8. Mladost, Kaštel Lukšić
9. Metalac, Sisak
10. Jedinstvo, Čakovec
11. Karlovac, Karlovac
12. Šibenik, Šibenik